# Музей истории Московского университета
Музей истории МГУ — музей, посвящённый истории создания и развития  Московского государственного университета имени М. В. Ломоносова.

## История музея
Идея создания Музея истории МГУ возникла почти с момента основания Московского университета. Особенную актуальность она приобретала в годы празднования юбилейных дат в жизни университета.
Формирование музейных собраний университета вызывалось потребностями учебной и научной деятельности. Так возникли первые музейные собрания (коллекция минералов, растений, экспонатов животного мира, предметов изящных искусств, библиотечные собрания редких книг, вещей и документов), которые хранились в архиве университетской канцелярии в Научной библиотеке, кабинетах натуральной и естественной истории МГУ. Большая их часть погибла в московском пожаре 1812 года.
К столетнему юбилею МГУ (1855) музейные фонды не только были восстановлены с помощью государства и при содействии меценатов, но и значительно расширены. В 1855 году вышел в свет труд профессора С. П. Швырёва «История Императорского Московского университета», систематизирующий материалы по 100-летней истории университета .
В 1872 году в связи с 200-летием со дня рождения Петра I в Москве состоялась Политехническая выставка 1872 года. Она происходила при активном участии ректора Московского университета С. М. Соловьёва и руководителя Общества любителей естествознания, антропологии и этнографии А. П. Богданова. Часть экспонатов выставки имела отношение к МГУ. В дальнейшем вошло в традицию пополнение университетскими материалами фондов, созданных на базе выставок музеев — Политехнического, а затем и Исторического.
Столь же тесные связи установились у Московского университета с Румянцевским музеем и его библиотекой. Здесь работали выпускники и профессора университета Е. Ф. Корш, А. Е. Викторов, Стороженко, Цветаев. В 1897 году в библиотеке появилась «комната людей 40-х годов» — подборка книг, рукописей, изображений, личных вещей А. И. Герцена, Н. П. Огарёва, Т. Н. Грановского и людей их круга, своеобразная музейная коллекция по истории Московского университета.
В середине восьмидесятых годов XIX века началось строительство клинического городка медицинского факультета Московского университета на Девичьем поле. Покидая стены на Моховой, медики с особым тщанием отыскивали старые инструменты, препараты, портреты, мемориальные вещи своих учителей. После выделения медицинского факультета из состава МГУ (1930) эти коллекции хранились на кафедрах и в лабораториях Первого медицинского института и сейчас в большинстве своём находятся в экспозиции и фондах Музея Медицинской академии им. И. М. Сеченова.
Идея о целенаправленном сборе документальных и вещественных свидетельств по истории Московского университета актуализировалась в преддверии 150-летней годовщины со дня его основания (1905). В 1896 году под руководством ректора университета П. А. Некрасова была разработана программа сбора материалов за истекшие после столетнего юбилея (1855) годы. Предполагалось отбирать материалы ректората, совета, правления, инспекции, канцелярии, факультетов с их учебной и научной деятельностью, историей кафедр. Не были забыты учебно-вспомогательные учреждения — лаборатории, музеи, кабинеты, библиотека, типография, редакция газеты «Московские ведомости», научные общества и благотворительные учреждения. Предполагалось обратиться к частным лицам. Возглавить комиссию по подготовке юбилея Совет Московского университета поручил В. О. Ключевскому, профессору кафедры русской истории и представителю Общества истории и древностей российских (ОИДР). Однако вскоре он фактически отказался от возложенного на него поручения.
Тем не менее в этот период началась подготовка к созданию музея истории Московского университета. В библиотеке был сформирован музейный фонд печатных изданий, были собраны фотографии по истории Московского университета. Заведующий библиотекой Д. Д. Языков подготовил в помещении библиотеки В. Ф. Лунгина юбилейную экспозицию по истории Московского университета, которая не получила большого общественного резонанса. Да и сам юбилей был отменён правительством в связи с революционными событиями 1905—1907 гг..
Важным событием, связанным с изучением истории Московского университета, была инициатива его профессоров и выпускников за рубежом — достойно отметить 175-ю годовщину университета. В 1930 году в центрах русской эмиграции — Париже и Праге — прошли торжественные собрания, посвящённые этой дате.
Новый этап создания музея относится к семидесятым годам XX в., в связи с празднованием 225-й годовщины университета. Ректором МГУ 3 июня 1978 года был подписан приказ о создании музея истории МГУ в составе Исторического факультета МГУ. Началась работа по сбору музейных экспонатов. Планировалась передача в фонд создаваемого музея коллекции университетских исторических реликвий, хранящихся в музее землеведения МГУ и научной библиотеке МГУ. Был составлен проект преобразования одного из крыльев здания МГУ на Моховой под музей. От большинства планов пришлось отказаться, прежде всего из-за нехватки помещений, ограничившись открытием 25 января 1980 года в Государственном Историческом музее выставки «Московский университет — 225 лет». Юбилейная выставка продолжалась в ГИМ более полугода. Часть выставочных экспонатов находится сейчас в фондах Музея истории МГУ.
Затем музейная работа по истории МГУ оказалась практически свёрнутой, ограничившись созданием отдельных выставок:
- «275 лет со дня рождения М. В. Ломоносова» в старом здании Московского университета (1986)
- «Московский университет за 70 лет советской власти» в главном здании МГУ (1987)
- «200 лет Старому зданию Московского университета» (1987)

Многочисленные попытки открыть музей истории Московского университета завершились в 1995 году изданием приказа ректора МГУ 20 июля 1995 года.
Создание постоянной экспозиции Музея истории МГУ стало возможным после строительства нового здания Научной библиотеки МГУ. В год 250-летнего юбилея МГУ (2005) постоянная экспозиция Музея истории МГУ была размещена в здании Фундаментальной библиотеки МГУ.

## Экспозиция музея
Общая площадь, занимаемая экспозицией музея — более 700 кв.м. Около 300 м² выделены под хранилища для музейных экспонатов и помещения для работы научных сотрудников.
Экспозиция музея построена по принципу сочетания общеисторической периодизации истории России с этапами развития МГУ и размещена в пяти залах.

### Вводный зал
Экспозиция зала — визитная карточка МГУ. Напротив входа — герб МГУ, утвержденный в 2005 г. к празднованию 250-летия со дня основания университета. В зале располагаются знамя университета, награды и ордена, которыми был награжден университет в разные годы. Также представлены планы развития МГУ – проект застройки новых территорий, макет Шуваловского корпуса, построенного в 2007 г. На экране демонстрируются кадры видеохроники университетской жизни, этапы строительства главного здания МГУ на Ленинских горах.

### Первый зал
Экспозиция зала посвящена первому столетию истории Московского университета (1755—1855). Пространство зала украшают мраморные бюсты императрицы Елизаветы Петровны, российского учёного М. В. Ломоносова и государственного деятеля И. И. Шувалова работы скульптора Ф. М. Согояна. В экспозиции представлены реликвии Московского университета (Утвердительная грамота и первый Университетский устав 1804 года), макеты первых зданий университета (здание бывшей Главной Аптеки на Красной площади и здание университета на Моховой, 1782—1793 гг., архитектор М. Ф. Казаков), часть гербария собранного профессором Л. Ф. Гольдбахом, уцелевшая после пожара 1812 г., коллекция минералов, собранная профессорами Г. И. Фишером фон Вальдгеймом и Г. Е. Щуровским. Портреты министров народного просвещения, попечителей, ректоров и профессоров Московского университета: министра народного просвещения (1824—1828) А. Н. Голицына, министра народного просвещения (1816—1824) А. С. Шишкова, министра народного просвещения (1810—1817) П. И. Голенищев-Кутузова, попечителя Московского учебного округа (1830—1835)  С. М. Голицына, ректора Московского университета (1819—1826) А. А. Прокоповича-Антонского, ректора (1808—1818) И. А. Гейма,  ректора (1837—1842) М. Т. Каченовского, директора университета (1757—1763), куратора (1771) И. И. Мелиссино, куратора (1796—1803) Ф. Н. Голицына, попечителя (1803) М. Н. Муравьёва, куратора (1778) М. М. Хераскова, попечителя Московского учебного округа (1807—1810) А. К. Разумовского, первого министра народного просвещения (1802—1810) П. В. Завадовского, попечителя Московского учебного округа (1825—1830) А. А. Писарева.

### Второй зал
Экспозиция «Московский университет во второй половине XIX — начале XX веков» (1855—1940). В центре зала — макет «университетского городка» на улице Моховая (1818—1819, архитекторы Д. Жилярди и А. Г. Григорьев;  1834, 1837 гг. архитектор Е. Д. Тюрин). Экспозиция зала включает: экспонаты медицинского факультета Московского университета, связанные с И. М.Сеченовым, Ф. И. Иноземцевым, Н. И. Пироговым, Н. В. Склифосовским, Г. Н. Габричевским, С. П. Боткиным, Д. Н. Зерновым, Н. Ф. Филатовым, С. С. Корсаковым, И. И. Мечниковым;  экспонаты из фондов геологического музея РАН, связанные с А. П. Павловым, М. В. Павловой, А. Е. Ферсманом, экспонаты из фондов минералогического музея, связанные с В. И. Вернадским, ботаническая коллекция и экспонаты коллекции гербариев Ботанического сада и Аптекарского огорода, связанные с именами Н. Н. Кауфмана, И. Н. Горожанкина, Д. П. Сырейщикова; приборы и препараты из лаборатории К. А. Тимирязева, сохранённые его учениками, экспонаты связанные с созданием зоологического музея, с именами Н. Ю. Зографа, А. Н. Северцова, А. О. Ковалевского, экспонаты Научно-исследовательский институт и музея антропологии из собрания Д. Н. Анучина; экспонаты из обсерватории на Пресне, связанные с именами Д. М. Перевощикова, Ф. А. Бредихина, В. К. Цераского, С. Н. Блажко, С. В. Орлова, а также Ю. Н. Липского; материалы, связанные с историей физического факультета и именами А. Г. Столетова, П. Н. Лебедева и др., материалы, относящиеся к истории развития гуманитарных наук в университете и связанные с именами И. Е. Забелина, П. Г. Виноградова, С. М. Соловьёва, В. О. Ключевского, Ф. Е. Корша, А. А. Шахматова, М. М. Ковалевского, Б. Н. Чичерина, М. К. Любавского, В. И. Герье и др.

### Третий зал
Экспозиция «Московский университет с 1941 г. до наших дней». Экспозиция зала включает материалы, относящиеся к истории кафедр Московского  университета и именами профессоров В. Л. Янина, Н. Д. Зелинского, Л. С. Понтрягина, А. Н. Тихонова, Н. Н. Семёнова, А. А. Богданова, академика М. В. Келдыша, ректоров А. Н. Несмеянова, И. Г. Петровского, Р. В. Хохлова. Представлены фотопортреты одиннадцати Нобелевских лауреатов, связанных с университетом: Н. Н. Семёнова (1956), И. Е. Тамма (1958), И. М. Франка (1958), Б. Л. Пастернака (1958), Л. Д. Ландау (1962), А. М. Прохорова (1964), А. Д. Сахаров (1975), П. Л. Капица (1978), М. С. Горбачёв (1990), А. А. Абрикосов (2003), В. Л. Гинзбург (2003), а также подлинник диплома Нобелевского лауреата Л. Д. Ландау, материалы, связанные со строительством главного здания университета на Ленинских горах, коллекция минералов, подаренных университету итальянским меценатом Примо Ровисом, макеты спутников «Татьяна 2» и «Михайло Ломоносов» и коллекция подарков Московскому университету.

### Четвёртый зал
Выставка к 75-летию Победы в Великой Отечественной войне «Московский университет в годы Великой Отечественной войны 1941—1945 гг.»
Фотовыставка «Портрет интеллекта».

### Пятый зал
Выставка подарков МГУ.

## Панорамы залов музея

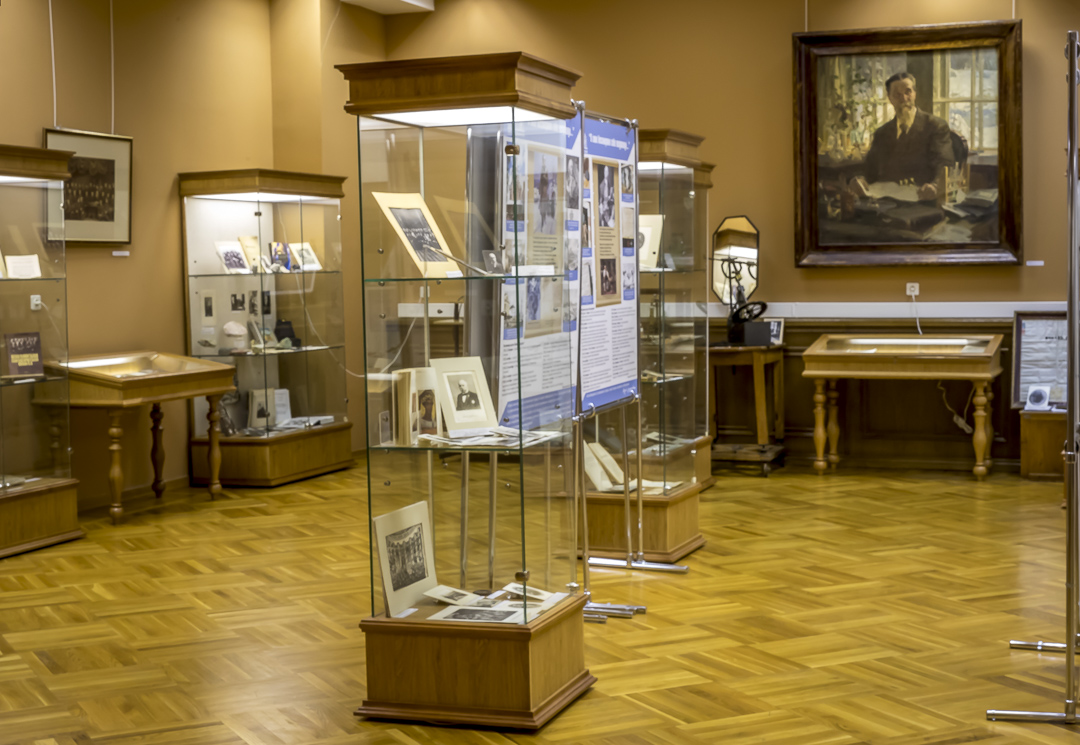
2-й зал музея
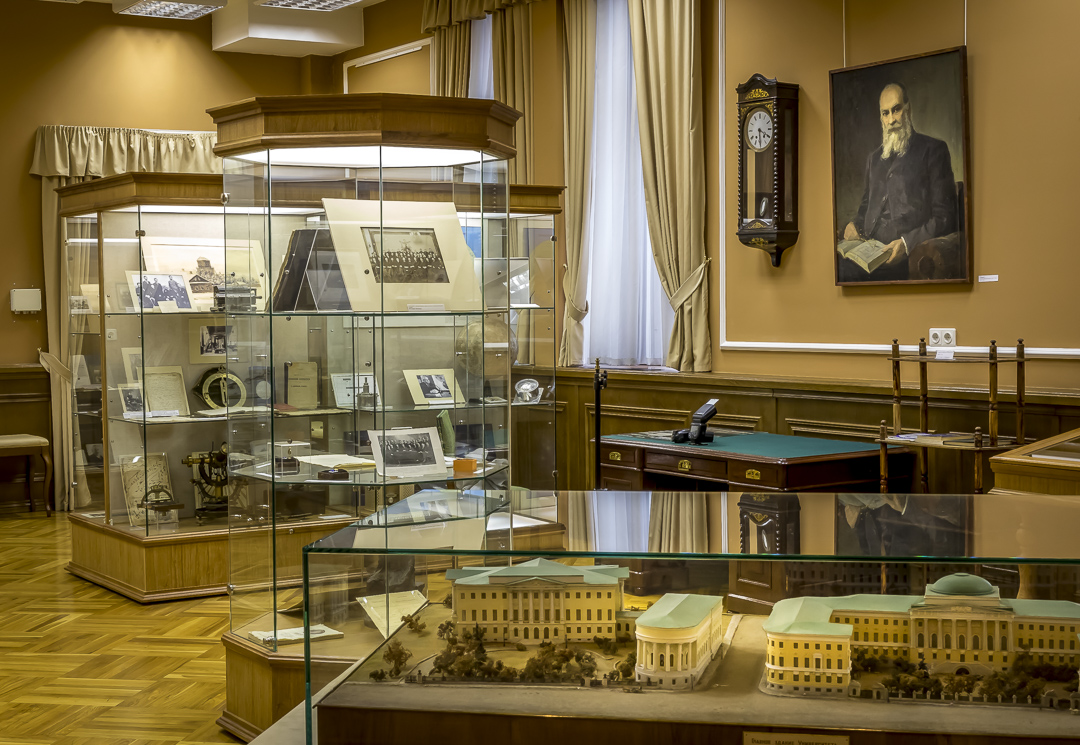
3-й зал музея
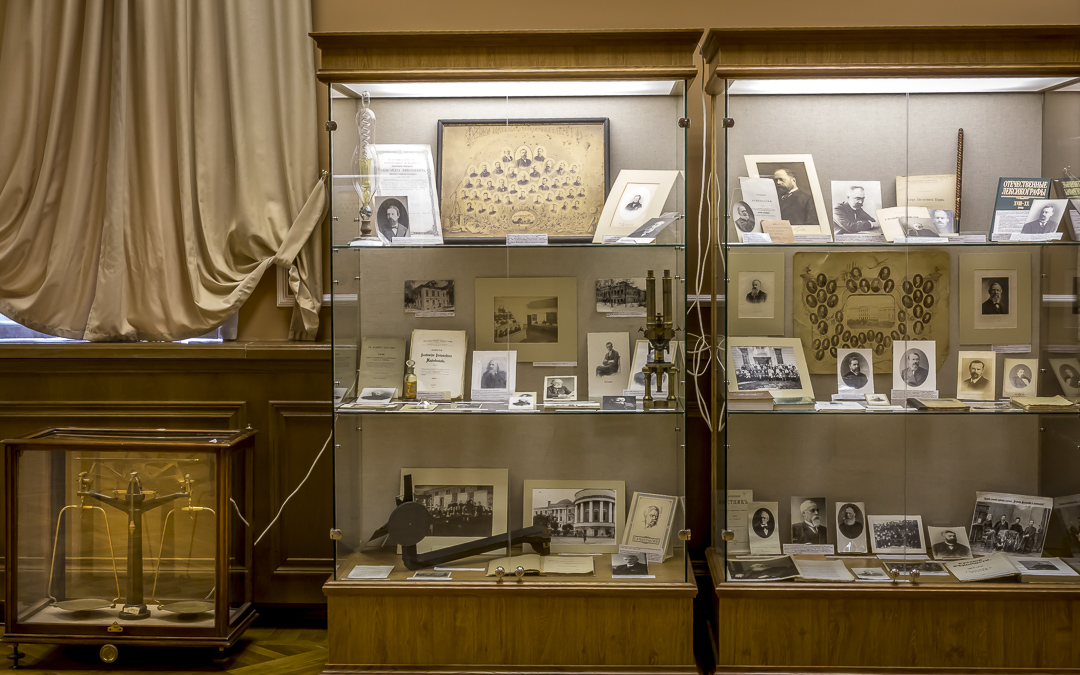
Витрина физического факультета

## Экспонаты из коллекций музея

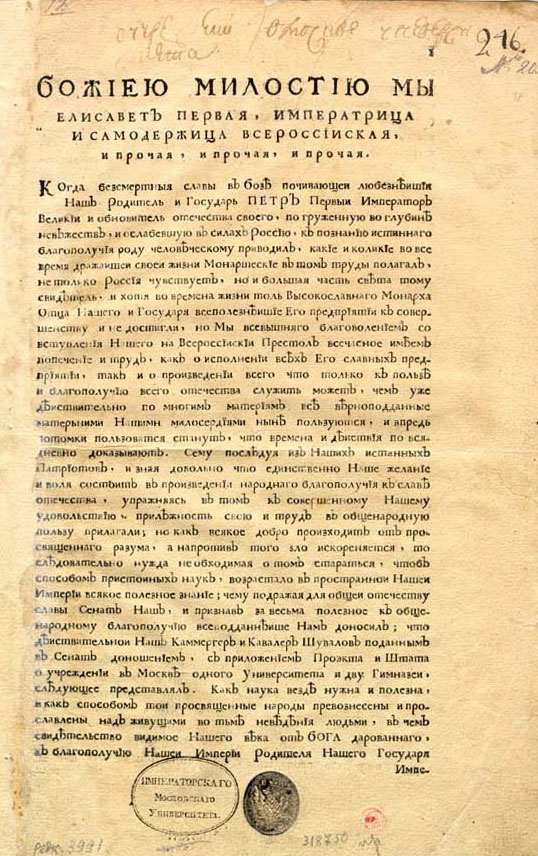
Проект об учреждении Московского университета (1755)
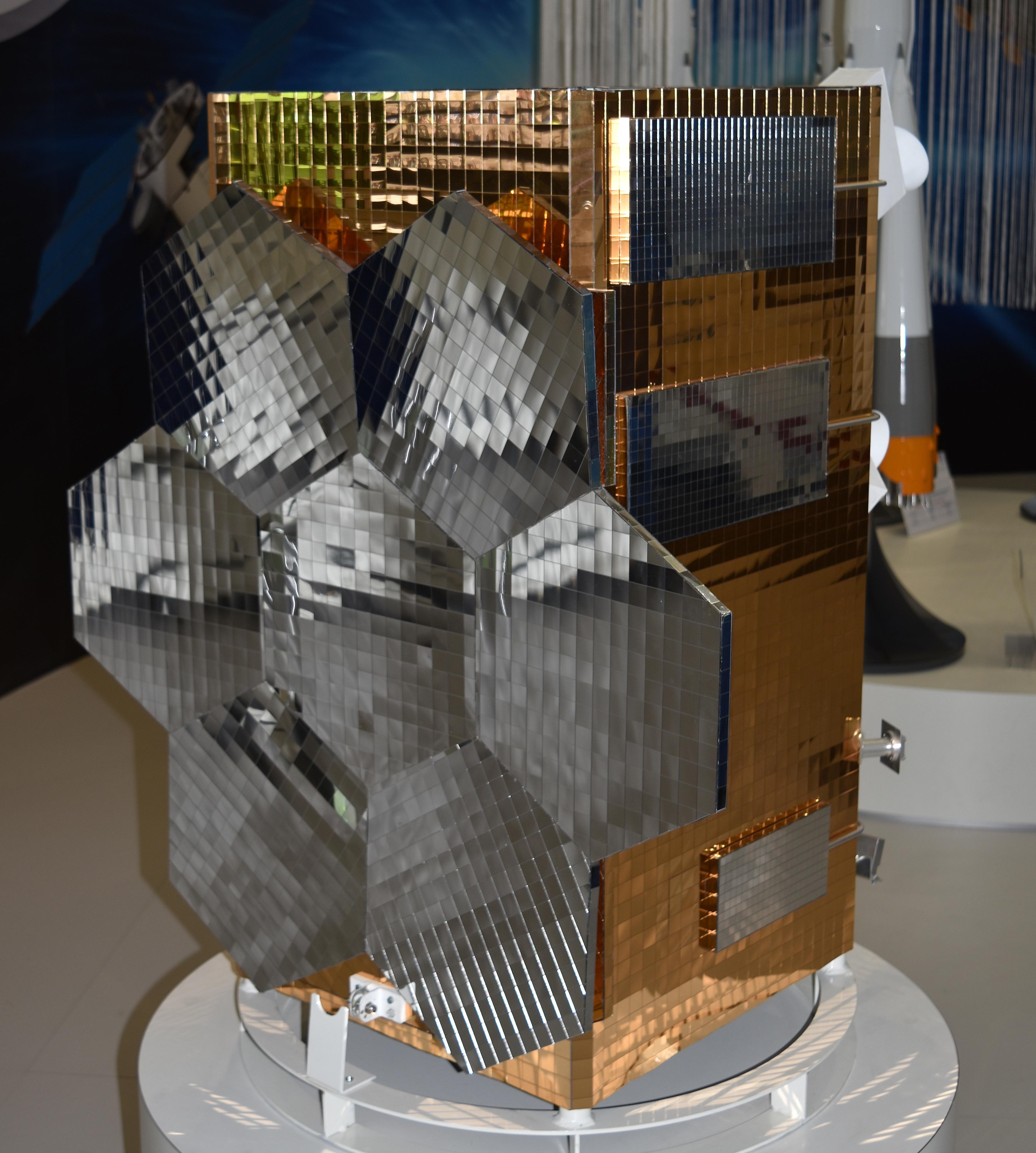
Макет спутника «Михайло Ломоносов»
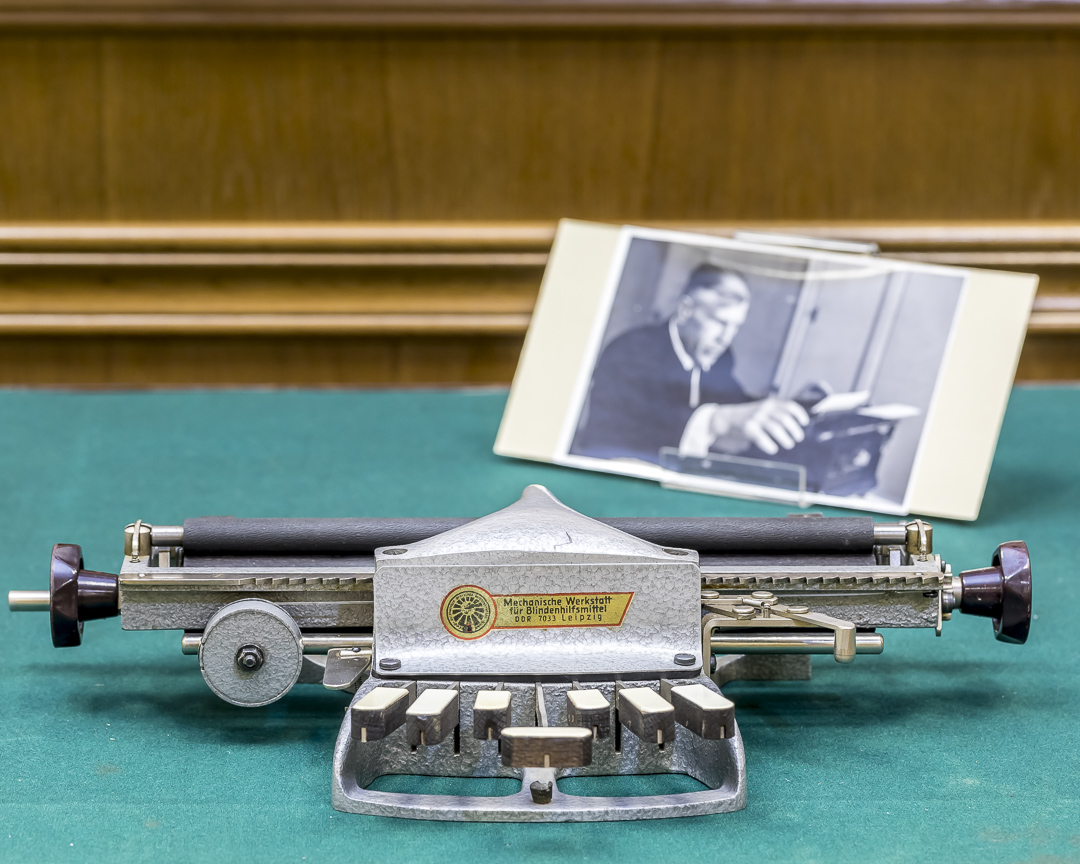
Печатная машинка математика Л. С. Понтрягина

### Коллекция нагрудных знаков

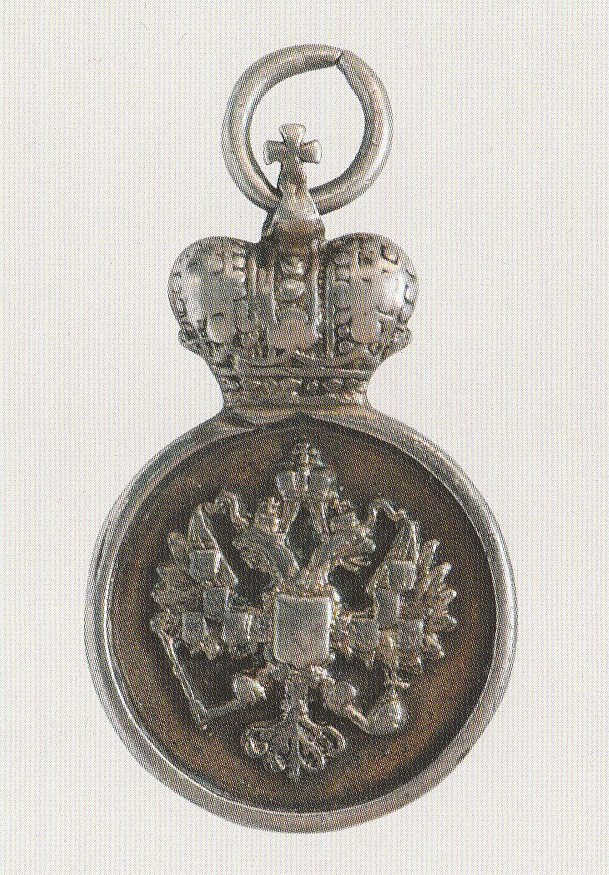
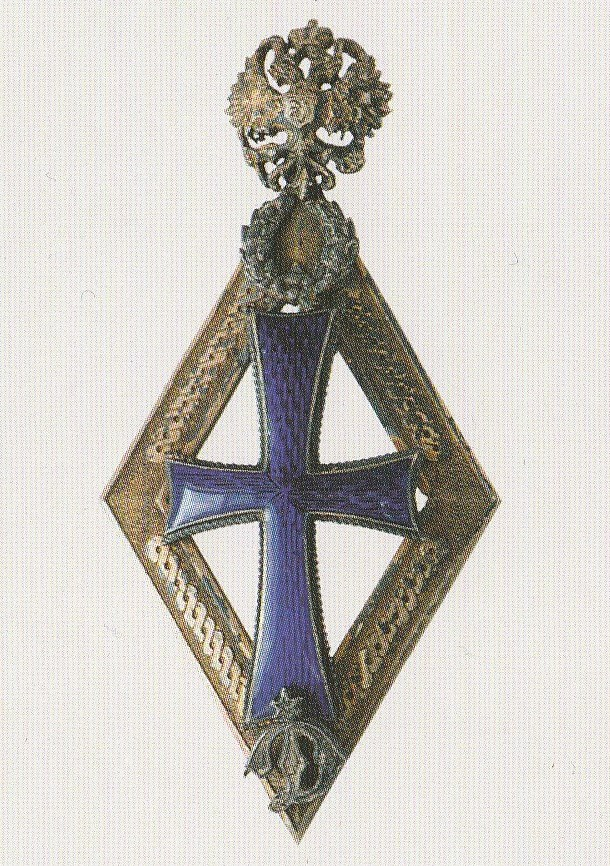
Знак доктора Императорского университета
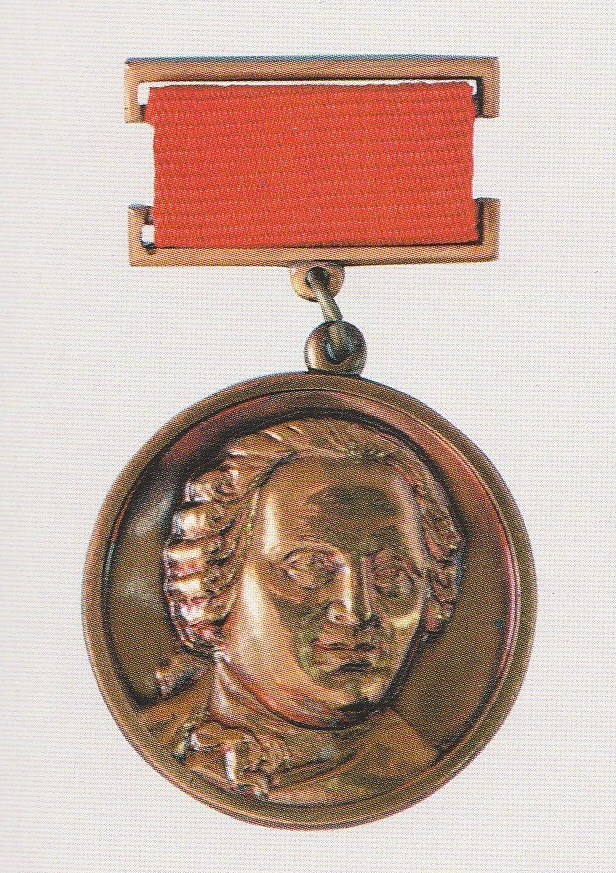
Медаль лауреата премии имени М. В. Ломоносова
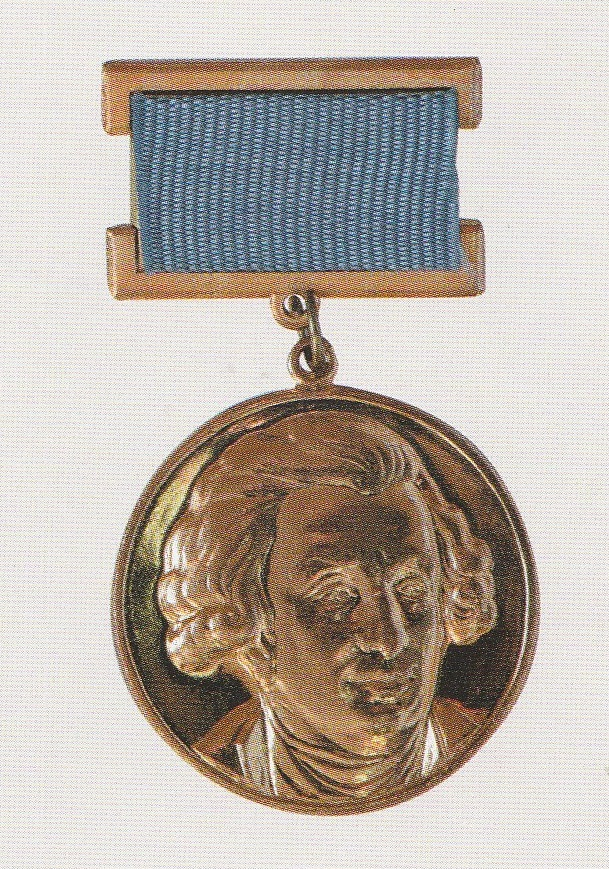
Медаль лауреата премии имени И. И. Шувалова
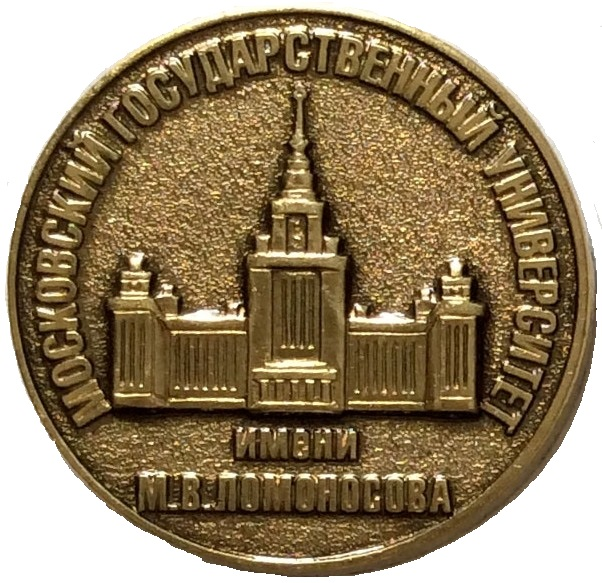
Знак заслуженного профессора МГУ